# Joda
Joda Dzong, Chinees: Jomdo Xian is een arrondissement in de prefectuur Chamdo in de Tibetaanse Autonome Regio, China.

## Etnische verdeling
In 1999 telde het arrondissement 59.994 inwoners, vanwan 59.585 Tibetanen (99,3%) en 398 Han-Chinezen (0,7%). In 2003 was het gegroeid naar ongeveer 70.000 inwoners.

## Geografie en klimaat
Het klimaat is beïnvloed door de gemiddelde hoogte is 3800 meter, waardoor er een duidelijk verschil is tussen een vochtig en een droog jaargetijde. De gemiddelde jaarlijkse temperatuur is 4,5 °C en jaarlijks valt er gemiddeld 548,5 mm neerslag. Het heeft een oppervlakte van 13.200 km².

## Economie en infrastructuur
In Joda Dzong is er sprake van zowel landbouw als veeteelt. Er worden hoogland-gerstsoorten verbouwd, gierst en koolzaad. Daarnaast worden er dieren gefokt als jaks, runderen, schapen en paarden.
Door Joda loopt de nationale weg G317, waardoor het een belangrijk doorreisgebied is.

## Geschiedenis en cultuur
Joda Dzong werd tot de traditionele Tibetaanse provincie Kham gerekend en werd oorspronkelijk vanuit Dege (huidig Kardze in Sichuan) geregeerd. Na de val van de vorsten van de vorsten van Dege in 1909 werd Joda rechtstreeks door beambten uit de Qing-dynastie bestuurd.
Tijdens de Republiek China behoorde Joda tot de provincie Xikang. In 1950 werd Xikang opgedeeld: een deel werd toegevoegd aan de provincie Sichuan en Chamdo werd los daarvan bestuurd. Met de vorming van de Tibetaanse Autonome Regio in 1965 werd Chamdo hieraan toegevoegd.
De grote gemeente Kamthog staat bekend om zijn voorstellingen van traditionele legenden.

## Bestuurlijke verdeling
Op gemeenteniveau bestaat Joda Dzong uit twee grote gemeente en elf gemeentes. Dat zijn:
| Naam                   | Wylie         | Chinees  | Hanyu pinyin     |
| ---------------------- | ------------- | -------- | ---------------- |
| grote gemeente Joda    | 'jo mda'      | 江达镇   | Jiāngdá Zhèn     |
| Grote gemeente Kamthog | skam thog     | 岗托镇   | Gǎngtuō Xiàng    |
| gemeente Chökhor       | chos 'khor    | 邓柯乡   | Dengke Xiàng     |
| gemeente Üpel          | ud dpal       | 岩比乡   | Yánbǐ Xiàng      |
| gemeente Khargang      | mkhar sgang   | 卡贡乡   | Kǎgòng Xiàng     |
| gemeente Sibda         | srib mda'     | 生达乡   | Shēngdá Xiàng    |
| gemeente Nyashi        | nya gshis     | 娘西乡   | Niángxī Xiàng    |
| gemeente Dzigar        | rdzi sgar     | 字呷乡   | Zìgā Xiàng       |
| gemeente Chunyedo      | chu gnyes mdo | 青泥洞乡 | Qīngnídòng Xiàng |
| gemeente Önpo Töd      | dbon po stod  | 汪布顶乡 | Wāngbùdǐng Xiàng |
| gemeente Tertön        | gter ston     | 德登乡   | Dédēng Xiàng     |
| gemeente Dongphu       | gdong phu     | 同普乡   | Tóngpǔ Xiàng     |
| gemeente Po            | spo           | 波罗乡   | Bōluó Xiàng      |